# Civil township
Una civil township è un ente territoriale il cui uso è molto diffuso negli Stati Uniti d'America, subordinato alla contea. Le civil township sono in uso in 20 stati, e sono incompatibili con il titolo di città. Negli stati di New York, del Wisconsin e quelli della Nuova Inghilterra, viene usato il termine town (letteralmente: "cittadina") per riferirsi all'equivalente di civil township.

## Storia
Le township derivano dai distretti dell'Inghilterra, a loro volta caso specifico di quello che sul continente europeo erano le pievi civili.

## Descrizione
Le responsabilità specifiche dell'ente e il grado di autonomia variano in base allo stato. Le civil township sono distinte dalle survey township, ma negli stati in cui esistono entrambe, i confini spesso coincidono e possono suddividere completamente una contea dal punto di vista geografico. L'Ufficio del censimento degli Stati Uniti d'America classifica le civil township come divisioni civili minori.
Le funzioni delle township sono generalmente supervisionate da un consiglio di governo (il nome varia da stato a stato) e da un segretario o un amministratore, ma negli stati che forniscono loro rilevanti poteri che li rendono simili a comuni possono avere direttamente un sindaco. I funzionari delle township comprendono spesso giudici di pace, connestabili (commissari ai lavori pubblici), funzionari delle imposte, poliziotti e agrimensori. Nel XX secolo molte township hanno aggiunto la figura di un amministratore o supervisore dei funzionari come membro esecutivo del consiglio. In alcuni casi le township gestiscono le biblioteche locali, i servizi per gli anziani, i giovani e i cittadini disabili, l'assistenza di emergenza e i servizi cimiteriali. Talvolta le township hanno lo stesso nome del loro capoluogo, spesso classificato come villaggio, ingenerando un'ambiguità non facile da gestire anche da parte dagli uffici censuari federali.

## Stati medio occidentali, centrali

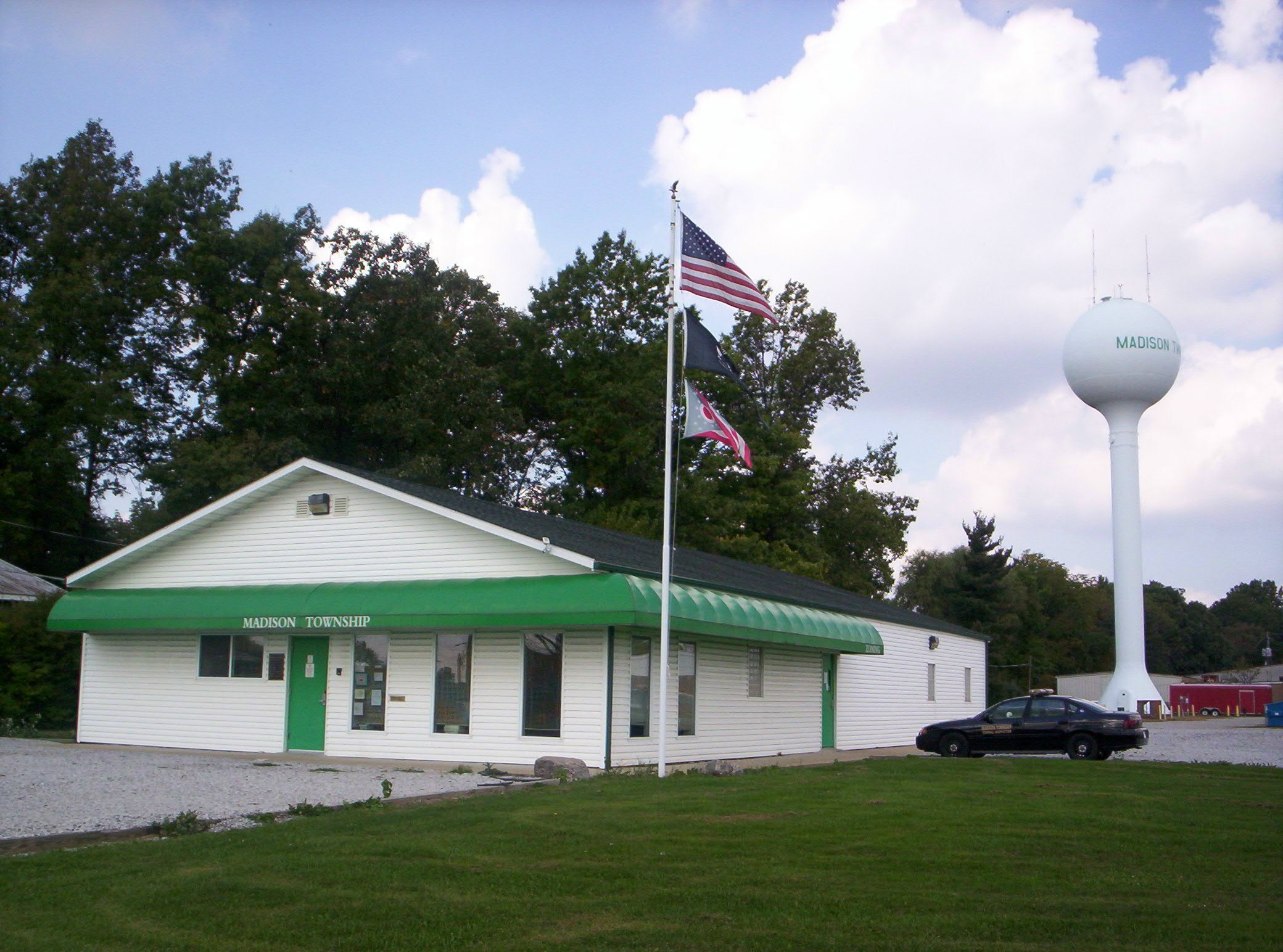
Il municipio della borgata di Madison, contea di Richland, Ohio

A seconda dello stato, il governo di una township ha gradi variabili di autorità.
Negli stati medio occidentali superiori vicino ai Grandi Laghi, le civil township (note in Michigan come general law townships e in Wisconsin come towns), sono spesso, ma non sempre, sovrapposte alle survey township. La misura in cui queste township sono entità di governo funzionanti varia da stato a stato e in alcuni casi anche all'interno di uno stato. Per esempio, le township nella parte settentrionale dell'Illinois sono attive nella fornitura di servizi pubblici — come la manutenzione delle strade, l'assistenza del dopo scuola e i servizi agli anziani — mentre quelle nell'Illinois meridionale delegano frequentemente questi servizi alla contea. La maggior parte delle township in Illinois forniscono anche servizi come la rimozione della neve, i trasporti per gli anziani e i servizi di emergenza per le famiglie residenti in parti della contea "non incorporate" (ossia prive di personalità giuridica). Le township in Illinois hanno ciascuna un consiglio, i cui membri erano chiamati un tempo amministratori della township, e un unico supervisore. In contrasto, le civil township in Indiana sono gestite in maniera relativamente costante a livello statale e tendono ad essere ben organizzate, ciascuna servita da un unico amministratore e da un consiglio di tre membri.
Le civil township in questi stati generalmente non sono "incorporate", ossia non sono enti territoriali dotati di personalità giuridica, e le grandi città vicine possono annettersi la terra delle township contigue con relativa facilità. In Michigan, le general law township possono acquisire la personalità giuridica in qualità di charter townships, uno status inteso a proteggere dall'annessione delle vicine municipalità e che riconosce alla township alcuni poteri di autogoverno (home rule) simili alle grandi città. In Wisconsin, le civil township sono note come towns anziché townships, ma funzionano essenzialmente allo stesso modo che negli stati limitrofi. In Minnesota, lo statuto statale si riferisce a tali entità come towns, tuttavia richiede che abbiano un nome nella forma "Nome Township". Sia nei documenti che nel linguaggio comune, town e township sono usati in modo intercambiabile. Le borgate del Minnesota possono essere o "non urbane" oppure "urbane" (dando al governo della township maggiore potere), ma questo non si riflette nel nome della township. In Ohio, una grande città o un villaggio è sovrapposto a una township a meno che questa non retroceda istituendo una paper township. Dove la paper township non si estende fino ai limiti della città, i proprietari di immobili pagano le imposte sia per la township che per i comuni Anche altri dieci stati consentono alle township e ai comuni di sovrapporsi.
In Kansas alcune civil township forniscono servizi, come la manutenzione delle strade e i servizi antincendio, non forniti dalla contea.

## Stati nord-orientali

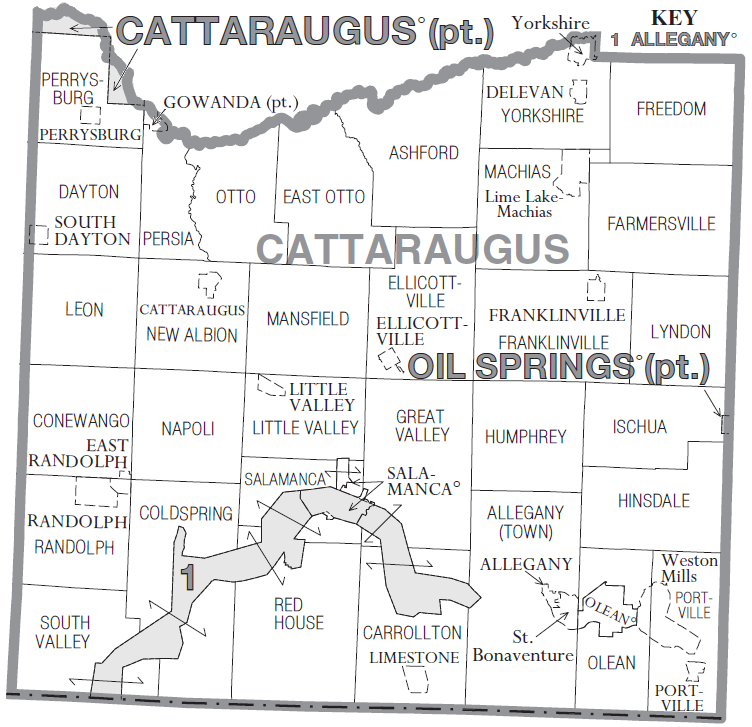
Mappa della contea di Cattaraugus (New York) che mostra l'organizzazione dei comuni e delle township.

### Nuova Inghilterra e New York
Negli stati della Nuova Inghilterra e di New York, le contee sono suddivise in comuni, distinti in town e city. Le town della Nuova Inghilterra sono comuni dotati di personalità giuridica così come quelle dello stato di New York. In porzioni scarsamente popolate del New Hampshire, del Vermont e del Maine, le suddivisioni in contee che non hanno personalità giuridica sono chiamate occasionalmente townships, o con altri termini quali gore, grant, location, plantation o purchase.

### Pennsylvania e New Jersey
Una township della Pennsylvania è un ente territoriale, responsabile di servizi quali i dipartimenti di polizia, la manutenzione delle strade locali urbane ed extraurbane. Essa agisce nello stesso modo di una qualsiasi altra entità comunale come le city o i Borough. Le township furono istituite in base a confini geografici di convenienza e variano come dimensione da 10–135 km² (6–52 mi.q.). Anche nel New Jersey una township rappresenta una forma di governo comunale.

## Stati meridionali

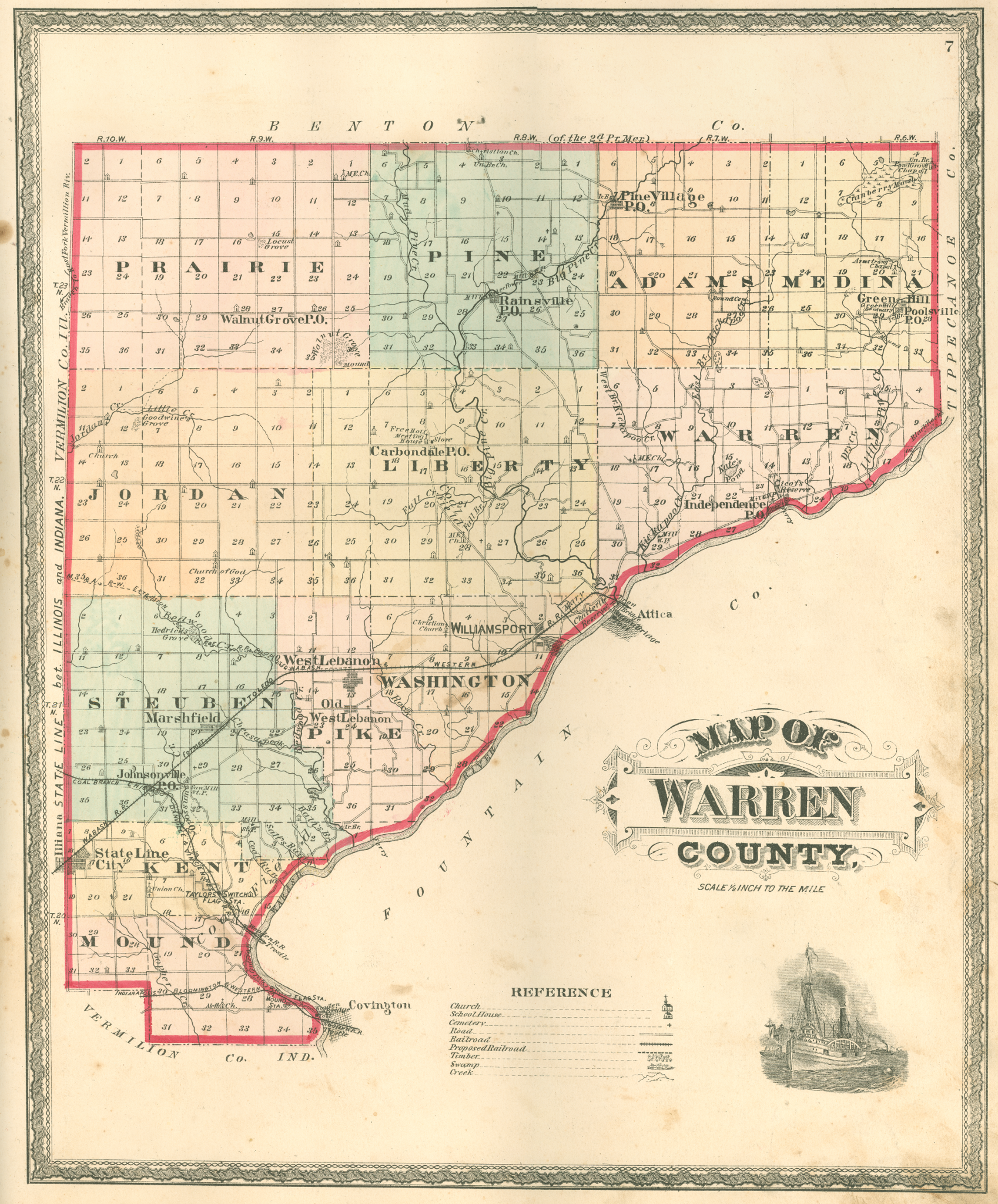
Mappa del 1877 della contea di Warren (Indiana). Fra tutte le civil township, soltanto la Pine Township corrisponde esattamente a una borgata topografica con 36 sezioni.

Nel Sud, al di fuori delle city e delle town non c'è generalmente un governo locale diverso dalla contea.
La Carolina del Nord non fa eccezione a quella regola, ma ha effettivamente le township come suddivisioni geografiche minori delle contee, che comprendono sia territori privi di personalità giuridica, sia anche terre all'interno dei confini di città grandi e piccole dotate di personalità giuridica (come pure la giurisdizione extraterritoriale dei comuni). Ogni contea è divisa in township sotto mandato fin dalla Costituzione della Carolina del Nord del 1868. Alcune contee urbanizzate come la contea di Mecklenburg (Charlotte) ora numerano le loro township (ad es. "Township 12") piuttosto che usare i nomi. Le township in tutto lo stato avevano una qualche organizzazione e compiti ufficiali, ma ora sono considerate solo divisioni formali di ciascuna contea. I nomi delle township si usano ancora alquanto diffusamente al livello di governo delle contee nella Carolina del Nord come modo per determinare e suddividere le aree a fini amministrativi; principalmente per riscuotere le imposte della contea, per determinare i distretti dei vigili del fuoco, per fini immobiliari come la classificazione degli atti fondiari, le visure catastali e altri documenti immobiliari e per fini di registrazione elettorale. Nella maggioranza delle aree della Carolina del Nord Carolina che sono al di fuori di qualunque limite comunale (fuori dai centri urbani), le township si usano per determinare i seggi elettorali, e nella maggior parte dei casi i comitati elettorali delle contee dividono le loro circoscrizioni elettorali in township. Tuttavia, non c'è nessun governo in sé al livello delle township nella Carolina del Nord, e non ci sono uffici eletti o nominati associati alle township.

## Stati con borgate pubbliche
Al 2012, sono presenti 16.360 civil township o forme amministrative equiparabili chiamate town, nei seguenti stati:
- Connecticut
- Dakota del Nord
- Dakota del Sud
- Illinois
- Indiana
- Kansas
- Maine
- Massachusetts
- Michigan
- Minnesota
- Missouri
- Nebraska
- New Hampshire
- New Jersey
- New York
- Ohio
- Pennsylvania
- Rhode Island
- Vermont
- Wisconsin